# Caneto (Palanzano)
Caneto is een plaats (frazione) in de Italiaanse gemeente Palanzano.